# 土手三生
土手 三生（どて さんせい、1953年（昭和28年）8月27日 - ）は、日本の政治家。広島県江田島市長（1期）。

## 経歴
広島県佐伯郡江田島町切串生まれ。崇徳高等学校、近畿大学工学部卒業。
1977年、江田島町役場入庁。
2007年江田島市総務課長、2010年市総務部長を経て、2015年より副市長を務める。
2024年江田島市長選挙
2024年10月、副市長を退任し、翌月に行われる江田島市長選挙に引退する現市長の明岳周作の後継として出馬表明した。11月17日の投開票の結果、元海上自衛官の熊谷公夫を破り初当選。同市長選挙は8年ぶりの選挙戦となった。
※当日有権者数：17,859人 最終投票率：50.13%（前回比：-18.49pts）
| 候補者名 | 年齢 | 所属党派 | 新旧別 | 得票数  | 得票率 | 推薦・支持             |
| -------- | ---- | -------- | ------ | ------- | ------ | ---------------------- |
| 土手三生 | 71   | 無所属   | 新     | 6,422票 | 72.58% | 自由民主党・公明党推薦 |
| 熊谷公夫 | 65   | 無所属   | 新     | 2,426票 | 27.42% |                        |